# Christen Jensen (1809-1888)
 For alternative betydninger, se Christen Jensen. (Se også artikler, som begynder med Christen Jensen)
Christen Jensen (kaldet Chr. Hull, født 1. marts 1809 i Balle nord Silkeborg, død 24. maj 1888 i Øster Bording) var en dansk hjulmager, gårdejer og politiker. C. Jensen var søn af en hjulmager. Han lærte håndværket af far og arbejdede selv som hjulmager. Fra 1830 til 1842 var han også pramfører på Gudenå. I 1837 købte han købte et hus i Hvinningdal, samt jord så det blev udviet til en gård. Han solgte gården i 1842 og købte jord i Øster Bording hvor han byggede en ny gård som han drev.
Jensen var medlem af Folketinget valgt i Viborg Amts 3. valgkreds (Levringkredsen) fra 1849 til 1858. Han tabte ved valget i 1858 til Niels Albertsen. Han stillede ikke op flere folketingsvalg, men var medlem af Rigsrådets Landsting 1864-1866. Han stillede op i landstingsvalget i oktober 1866 uden at blive valgt.